# Chambers (serial telewizyjny)
Chambers – amerykański internetowy serial (horror, thriller, dramat psychologiczny) wyprodukowany przez Super Deluxe i Super Emotional, którego twórcą jest Leah Rachel. Wszystkie 10 odcinków pierwszej serii zostało udostępnionych 26 kwietnia 2019 roku na platformie Netflix.
19 czerwca 2019 roku platforma Netflix anulowała serial po jednym sezonie.

## Fabuła
Serial opowiada o Sasha Yazzie, która szuka wszystkich informacji o dawcy serca, które uratowało jej życie. Problem w tym, że w pewnym momencie zaczyna ona przejmować nie najlepsze cechy osoby, która była dawcą.

## Obsada

### Główna
- Sivan Alyra Rose jako Sasha Yazzie
- Marcus LaVoi jako Big Frank Yazzie
- Uma Thurman jako Nancy Lefevre[3]
- Tony Goldwyn jako Ben Lefevre[4]
- Nicholas Galitzine jako Elliott Lefevre[5]
- Kyanna Simone Simpson jako Yvonne Perkins[5]
- Griffin Powell-Arcand jako TJ Locklear[5]
- Sarah Mezzanotte jako Marnie[5]
- Lilli Kay jako Penelope Fowler[5]

### Role drugoplanowe
- Lilliya Reid jako Becky Lefevre[5]
- Lili Taylor jako Ruth Pezim
- Matthew Rauch jako Evan Pezim
- Jonny Rios jako Ravi Jerome
- Michael Stahl-David jako Couch Jones
- Khan Baykal jako Deacon
- Richard Ray Whitman jako Harrison Yazzie
- Patrice Johnson jako Tracey Perkins

## Odcinki
| #  | Tytuł                    | Reżyseria           | Scenariusz                  | Premiera w Netflix | Premiera w Netflix Polska |
| -- | ------------------------ | ------------------- | --------------------------- | ------------------ | ------------------------- |
| 1  | Into the Void            | Alfonso Gomez-Rejon | Leah Rachel                 | 26 kwietnia 2019   | 26 kwietnia 2019          |
| 2  | Right to Know            | Alfonso Gomez-Rejon | Akela Cooper                | 26 kwietnia 2019   | 26 kwietnia 2019          |
| 3  | Bad Inside               | Ti West             | Leah Rachel, Travis Jackson | 26 kwietnia 2019   | 26 kwietnia 2019          |
| 4  | 2 for 1                  | Francesca Gregorini | Randy McKinnon              | 26 kwietnia 2019   | 26 kwietnia 2019          |
| 5  | Murder on My Mind        | Dana Gonzales       | Rebecca Kirsch              | 26 kwietnia 2019   | 26 kwietnia 2019          |
| 6  | With Grace and Gratitude | Sydney Freeland     | Charmaine DeGraté           | 26 kwietnia 2019   | 26 kwietnia 2019          |
| 7  | Trauma Bonding           | Geeta V. Patel      | Jason Gavin                 | 26 kwietnia 2019   | 26 kwietnia 2019          |
| 8  | Heroic Dose              | Ti West             | Jennifer Yale               | 26 kwietnia 2019   | 26 kwietnia 2019          |
| 9  | In the Gloaming          | Tony Goldwyn        | Travis Jackson              | 26 kwietnia 2019   | 26 kwietnia 2019          |
| 10 | The Crystal Organ        | Lucy Tcherniak      | Leah Rachel                 | 26 kwietnia 2019   | 26 kwietnia 2019          |

## Produkcja
10 stycznia 2018 roku platforma Netflix ogłosiła zamówienie pierwszego sezonu serialu. Pod koniec maja 2018 roku ogłoszono, że Uma Thurman zagra w serialu jako Nancy Lefevre, matka głównej bohaterki. Na początku czerwca 2018 roku poinformowano, że Tony Goldwyn dołączył do obsady serialu. W grudniu 2018 roku ogłoszono, że zagrają w serialu: Nicholas Galitzine jako Elliott Lefevre, Kyanna Simone Simpson jako Yvonne Perkins, Griffin Powell-Arcand jako TJ Locklear, Sarah Mezzanotte jako Marnie, Lilliya Reid jako Becky Lefevre oraz Lilli Kay jako Penelope Fowler.